# میدان‌های نفتی عراق
میدان‌های نفتی عراق یکی از وسیعترین میادین نفتی جهان محسوب می‌شوند که درآمد سالانه حاصل از فروش نفت آنها، تاثیر قابل توجهی بر اقتصاد عراق می‌گذارد. حجم ذخایر نفت این کشور بالغ بر ۱۱۲ میلیارد بشکه نفت می‌باشد و عراق درصدد است با استفاده از تکنولوژی‌های پیشرفته و بکارگیری امکانات مورد نیاز، این میزان را به ۱۶۰ تا ۱۷۰ میلیارد بشکه برساند. این در حالی است که از ژوئیه ۲۰۰۳ این کشور توانسته بود جای ایران را به عنوان دومین کشور تولیدکننده نفت در اوپک از آن خود کند. بر اساس پیش‌بینی آژانس بین‌المللی انرژی این کشور قادر خواهد بود تا سال ۲۰۳۰، دومین صادرکننده بزرگ نفت در جهان شود.
جدول اداره انرژی آمریکا، نشان می‌دهد که میزان تولید نفت عراق از سال ۲۰۰۳ به این سو پیوسته افزایش داشته و در سال ۲۰۱۱ عراق اعلام کرد که قادر خواهد بود تا روزانه ۵ میلیون بشکه نفت، از میادین خود استخراج کند.